# Klasicizem
Klasicízem v umetnosti se v splošnem nanaša na visoko upoštevanje klasičnega obdobja, klasične antike v zahodni tradiciji, kot postavljanje standardov za okus, ki ga klasicisti poskušajo posnemati. Umetnost klasicizma običajno skuša biti formalna in omejena: ob Discobolusu (Metalec diska) je sir Kenneth Clark opozoril: »Če ugovarjamo njegovi omejitvi in kompresiji, preprosto nasprotujemo klasicizmu klasične umetnosti. Nasilni poudarek ali nenadno pospeševanje ritmičnega gibanja bi uničil tiste lastnosti ravnovesja in popolnosti, s katerimi je do sedanjega stoletja ohranil svoj položaj v omejenem repertoarju vizualnih podob.« Klasicizem, kot je opozoril Clark, pomeni kanon splošno sprejetih idealnih oblik, bodisi v zahodni kanon, ki ga je preučeval v Metalcu diska (1956) ali literarni kitajski klasiki ali kitajski umetnosti, kjer je tudi oživitev klasičnih slogov ponavljajoča se funkcija.
Klasicizem je sila, ki je pogosto prisotna v post-srednjeveških evropskih in evropskih vplivnih tradicijah; vendar so se nekatera obdobja počutila bolj povezana s klasičnimi ideali kot druga, zlasti z dobo razsvetljenstva, ko je bil neoklasicizem pomemben premik v vizualnih umetnostih.

## Splošno
Klasicizem je poseben žanr filozofije, ki se izraža v literaturi, arhitekturi, umetnosti in glasbi, ki ima starogrške in rimske vire in poudarek na družbi. To je bilo še posebej izraženo v neoklasicizmu  razsvetljenstva.
Klasicizem je ponavljajoča se tendenca v pozni antiki in je v karolinški in otonski umetnosti močno oživela. Obstajala je še ena, bolj trajna oživitev v italijanski renesansi, ko je padec Bizanca in naraščanje trgovine z islamskimi kulturami prinesla poplavo znanja o in iz antike v Evropo. Do takrat se je identiteta z antiko štela kot nadaljevanje zgodovine krščanstva od spreobrnjenja rimskega cesarja Konstantina I.. Renesančni klasicizem je v evropski kulturi predstavil vrsto elementov, vključno z uporabo matematike in empiričnosti v umetnosti, humanizmu, književnosti in upodobljen realizem in formalizem. Pomembno je tudi, da je uvedel tudi politeizem ali »paganizem« in jukstapozicijo starodavnega in modernega.
Klasicizem renesanse je pripeljal do drugačnega občutka, kaj je bilo klasično v 16. in 17. stoletju. V tem obdobju je klasicizem prevzela bolj očitna strukturna naklonjenost urejenosti, predvidljivosti, uporabe geometrije in mrež, pomena stroge discipline in pedagogike ter oblikovanja šol umetnosti in glasbe. Dvor Ludvika XIV. je veljal za središče te oblike klasicizma, s sklicevanjem na bogove Olimpa kot simbolične podpore absolutizmu, pri spoštovanju aksiomatskih in deduktivnih razlogov ter njegove ljubezni do reda in predvidljivosti.
To obdobje je zahtevalo oživitev klasičnih umetniških oblik, vključno z grško dramo in glasbo. Opera je v svoji sodobni evropski obliki imela korenine pri poskusih ponovne kombinacije petja in plesa z gledališčem, kar je grška norma. Primeri te privlačnosti klasicizma so bili Dante, Petrarka in Shakespeare v poeziji in gledališču. Tudorska dramatizacija se je še posebej oblikovala po klasičnih idealih in razdeljenih delih v tragedijo  in komedijo. Študiranje starogrščine je postalo pomembno za dobro zaokroženo izobraževanje v liberalnih umetnostih.
Renesansa se je tudi izrecno vrnila v arhitekturne modele in tehnike, povezane z grško in rimsko antiko, vključno z zlatim pravokotnikom kot ključnim deležem zgradb, klasičnimi vrstami stebrov ter številnimi okraski in detajli, povezanimi z grško in rimsko arhitekturo. Prav tako so začeli oživljati kiparske tehnike, kot so precizijsko litje za kiparstvo in klasični naturalizem uporabili kot podlago za risanje, slikanje in kiparstvo.
Razsvetljenstvo se je identificiralo z vizijo antike, ki jo je, medtem ko se je nadaljevala s klasiko dvajsetega stoletja, pretresla fizika sira Isaaca Newtona, izboljšave v strojništvu in merjenju ter občutek osvoboditve, ki so ga videli kot prisoten v grški civilizaciji, zlasti v boju proti perzijskemu imperiju. Naravne, ekološke in kompleksno integrirane oblike baroka so bile usmerjene v vrsto gibanj, ki so se sama obravnavala kot »klasična« ali »neoklasična« ali pa bi bila hitro označena kot taka. Na primer, slikarstvo Jacques-Louis Davida je bilo videti kot poskus, da se vrne v formalno ravnovesje, jasnost, človečnost in živahnost v umetnosti.
V 19. stoletju je bila klasična doba predhodnica akademskega učenja, vključno s takimi gibanji kot uniformizem v znanosti in ustvarjanje strogih kategorij na umetniških področjih. Različni gibi v romantičnem obdobju so se kot klasični upori pojavili pred prevladujočim trendom čustvenosti in nepravilnosti, na primer prerafaeliti. ref>»JOURNAL ARTICLE The Pre-Raphaelites«. Bulletin of the Fogg Art Museum. 10: 62–63. november 1943. JSTOR 4301128.{{navedi časopis}}:  Vzdrževanje CS1: samodejni prevod datuma (povezava)</ref> V tej točki je klasicizem dovolj star, da so prejšnja klasična gibanja oživljena; na primer, renesansa je veljala za sredstvo za združevanje srednjega veka z urejenim klasičnim. V 19. stoletju so se nadaljevali ali razširili številni klasični programi v znanosti, predvsem newtonski program, ki upošteva gibanje energije med telesi z izmenjavo mehanske in toplotne energije.
V 20. stoletju je prišlo do številnih sprememb v umetnosti in znanosti. Klasicizem so uporabljali tisti, ki so ga zavrnili ali videli kot začasno transfiguracijo v političnem, znanstvenem in socialnem svetu ter tisti, ki so te spremembe sprejeli kot sredstvo za strmoglavljenje zaznane teže 19. stoletja. Tako sta bili obe disciplini izpred 20. st. označeni kot »klasično« in moderno gibanje v umetnosti, ki je sebe videlo kot poravnana s svetlobo, prostorom, redkostjo teksture in formalno povezanostjo.
V današnji filozofiji se klasicizem uporablja kot izraz zlasti v povezavi z apolonskimi nad dionizijskimi impulzi v družbi in umetnosti; to je prednost racionalnosti ali vsaj racionalno usmerjene katarze, nad čustvenostjo.

## V gledališču
Klasicizem v gledališču so razvili francoski dramatiki iz 17. stoletja iz, kar so ocenili, da so pravila grškega klasičnega gledališča, vključno s klasičnimi enotami časa, kraja in akcije, ki jih najdemo v Aristotelovi Poetiki.
- Enotnost časa se nanaša na potrebo, da se celotno dejanje igre odvija v izmišljenem 24-urnem obdobju
- Enotnost kraja pomeni, da se mora dejanje odvijati na enem mestu
- Enotnost akcije je pomenilo, da je treba igro zasnovati okrog posamezne "zgodbe", kot je tragična ljubezenska afera ali konflikt med častjo in dolžnostjo.

Primeri klasicističnih dramatikov so Pierre Corneille, Jean Racine in Molière. V obdobju romantike je Shakespeare, ki ni bil skladen z nobenim klasičnim pravilom, postal osrednja tema francoskih argumentov nad njimi, v kateri so romantiki končno zmagali; Victor Hugo je bil med prvimi francoskimi dramatiki, ki so razbili te konvencije.
Vpliv teh francoskih pravil na dramatike pri drugih narodih je sporen. William Shakespeare in njegovi sodobniki niso sledili tej klasicistični filozofiji, zlasti ker ni bila francoska in tudi zato, ker so pisali več desetletij pred njihovo ustanovitvijo. Tiste Shakespearove drame, ki se zdijo da prikazujejo enotnost, kot je Vihar, verjetno kažejo na seznanjenost z dejanskimi modeli iz klasične antike,

## V arhitekturi
Klasicizem v arhitekturi se je razvil med italijansko renesanso, zlasti v spisih in modelih Leona Battiste Albertija in delih Filippa Brunelleschija. Poudarja simetrijo, proporcionalnost, geometrijo in pravilnost delov, saj so prikazani v arhitekturi klasične antike in zlasti v arhitekturi antičnega Rima, od katerega so ostali številni primeri.
Slog ureditve stebrov, pilastrov in preklad, pa tudi uporaba polkrožnih lokov, hemisferičnih kupol, niš in edikul je zamenjala bolj zapletene proporcionalne sisteme in nepravilne profile srednjeveških zgradb. Ta slog se je hitro razširil na druga italijanska mesta, nato pa v Francijo, Nemčijo, Anglijo, Rusijo in drugod.
V 16. stoletju je Sebastiano Serlio pomagal pri kodifikaciji klasičnih redov, Palladijeva dediščina se je razvila v dolgoletno tradicijo  paladijevske arhitekture. Zaradi teh vplivov sta arhitekta iz 17. stoletja Inigo Jones in Christopher Wren trdno uveljavila klasicizem v Angliji.
Za razvoj klasicizma od sredine 18. stoletja dalje glej Neoklasicistična arhitektura.

## V likovni umetnosti
Italijansko renesančno slikarstvo  in kiparstvo zaznamujejo prenova klasičnih oblik, motivov in predmetov. V 15. stoletju je bil Leon Battista Alberti pomemben pri teoretiziranju mnogih idej za slikarstvo, ki so prišle do popolnoma realiziranega izdelka z Rafaelovo Atensko šolo v času visoke renesanse. Te teme so se v 17. stoletju nadaljevale v veliki meri, ko so umetniki, kot sta Nicolas Poussin in Charles Le Brun, predstavljala bolj rigidno klasiko. Tako kot so se italijanske klasicistične ideje v 15. in 16. stoletju, so se v Evropi širile sredi konca 17. stoletja.
Kasnejši klasicizem v slikarstvu in kiparstvu sredi 18. in 19. stoletja se običajno imenuje neoklasicizem.